# Рул (Тексас)
Рул (енгл. Rule) град је у америчкој савезној држави Тексас. По попису становништва из 2010. у њему је живело 636 становника.

## Демографија
Према попису становништва из 2010. у граду је живело 636 становника, што је 62 (8,9%) становника мање него 2000. године.
| Група             | 2000.       | 2010.       |
| Белци             | 541 (77,5%) | 447 (70,3%) |
| Афроамериканци    | 15 (2,1%)   | 15 (2,4%)   |
| Азијати           | 0 (0,0%)    | 2 (0,3%)    |
| Хиспаноамериканци | 135 (19,3%) | 166 (26,1%) |
| Укупно            | 698         | 636         |